# Parc de Kowloon Tsai
Le parc de Kowloon Tsai (九龍仔公園) est un jardin public de Hong Kong situé à New Kowloon dans la zone de Kowloon Tsai (en). Il se trouve dans le district de Kowloon City et est inauguré le 5 juin 1964.

## Histoire
Dans les années 1950, la zone est utilisée comme secteur de stockage de remblai pour l'extension de la piste de l'aéroport de Kai Tak voisin. Le conseil urbain charge le cabinet d'architecture Leigh & Orange (en) d'élaborer des plans pour le réaménagement de cette zone de « collines arides et de terrains vagues » en une nouvelle zone de loisirs pour les habitants de Kowloon. La première phase du nouveau parc ouvre en 1964.
La piscine publique de Kowloon Tsai, la première de Kowloon, financée par le Jockey Club royal de Hong Kong, ouvre également ses portes en 1964. À l'origine, la piscine n'est pas ouverte le soir car comme elle se trouve sous la trajectoire de vol de l'aéroport, l'utilisation de l'éclairage extérieur à cet endroit est refusée par le département de l'aviation civile.

## Équipements
Le parc comprend trois terrains de football (2 en gazon artificiel et 1 en gazon naturel), deux terrains de basket, deux terrains de football à 7, une piscine publique, deux courts de tennis, un jardin de bauhinias et des aires de jeux pour enfants.
Le terrain de sport de Kowloon Tsai est situé dans le parc. Il se compose d'un terrain de football aux normes internationales, de pistes d'athlétisme et d'une tribune pour les spectateurs avec sanitaires qui peut accueillir 1 216 personnes.
La piscine de Kowloon Tsai (en) est la première piscine publique de Kowloon. Il dispose d'un bassin de compétition de 50 mètres et de petits bassins de loisirs. Le département des loisirs et des services culturels prévoit de reconstruire le complexe aquatique pour fournir une piscine intérieure chauffée.
Le célèbre damier de l'approche de la piste 13 de Kai Tak se trouve au nord du parc. Pour cette raison, la colline où se trouvait le damier a été baptisée Checkerboard Hill (en).

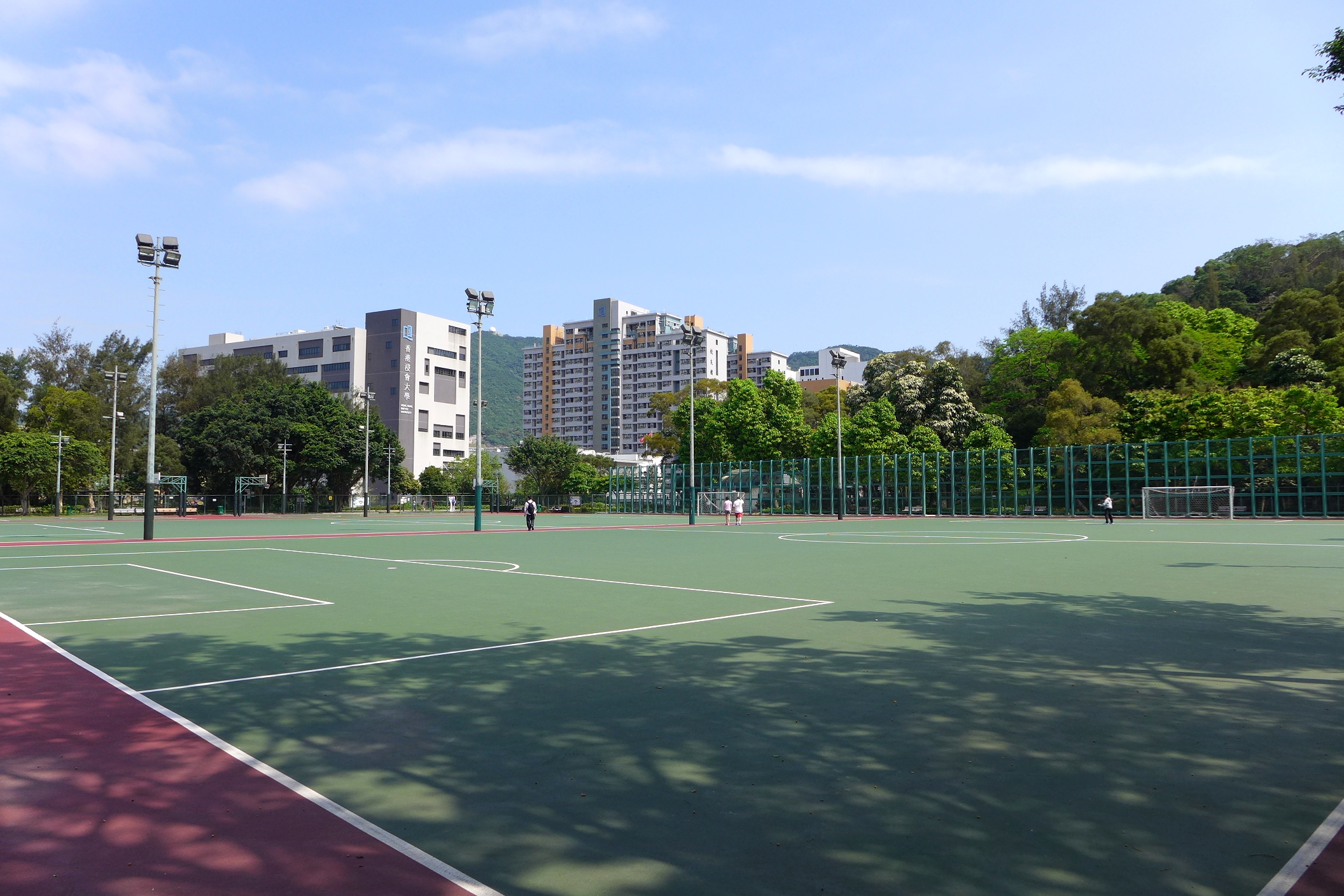
Terrain de football à 7
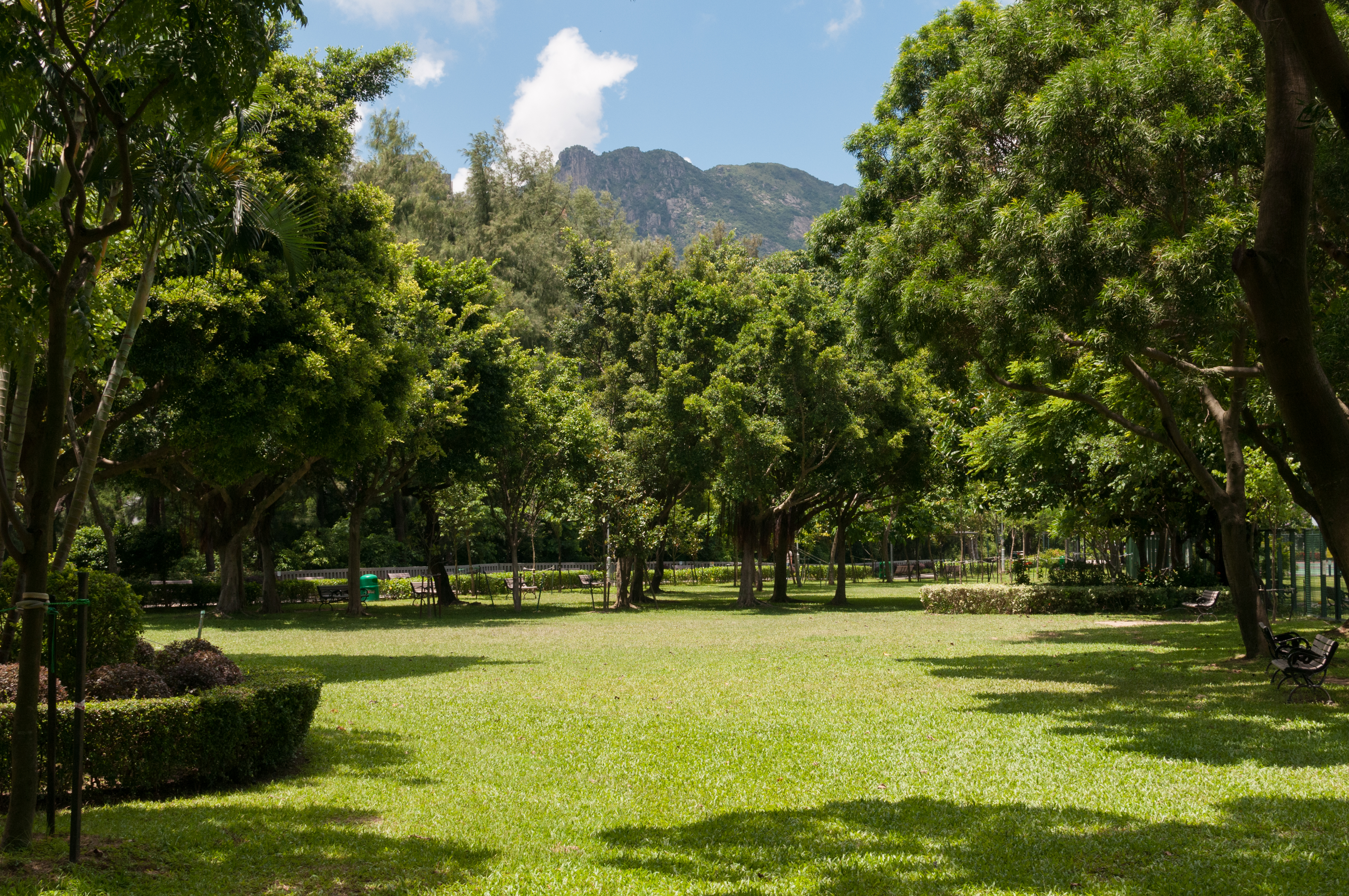
Le jardin de bauhinias
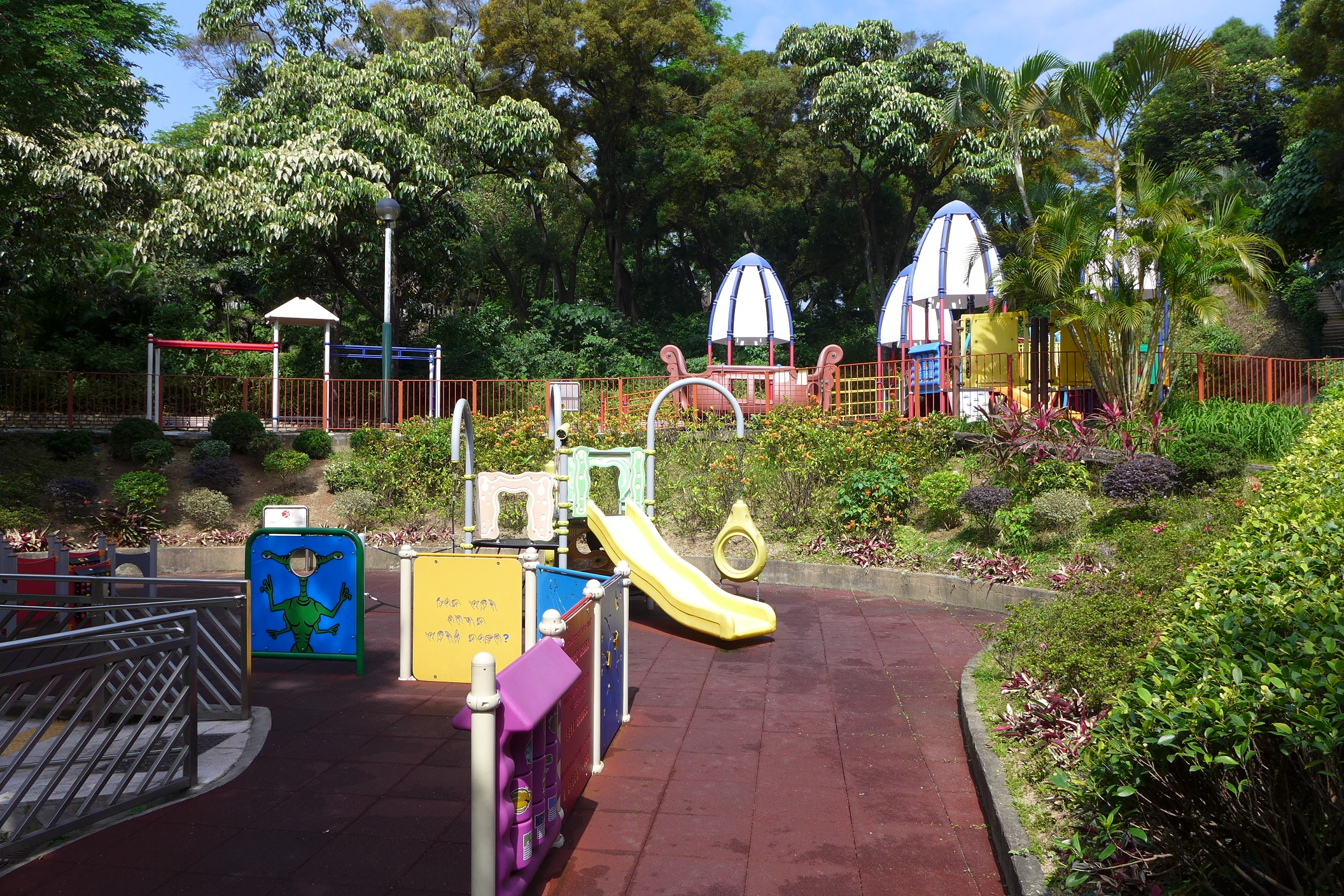
Aire de jeux pour enfants
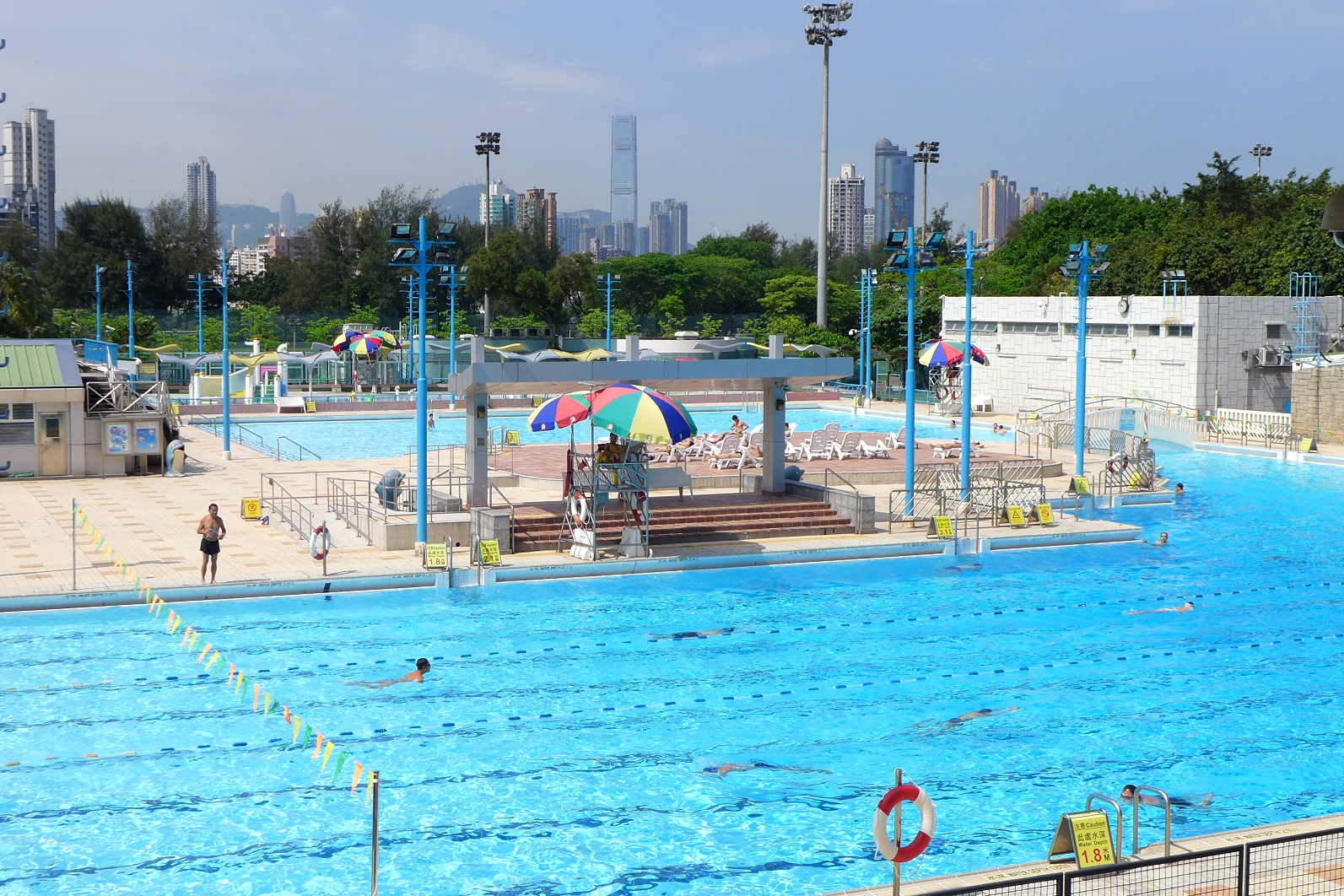
Piscine de Kowloon Tsai (en)
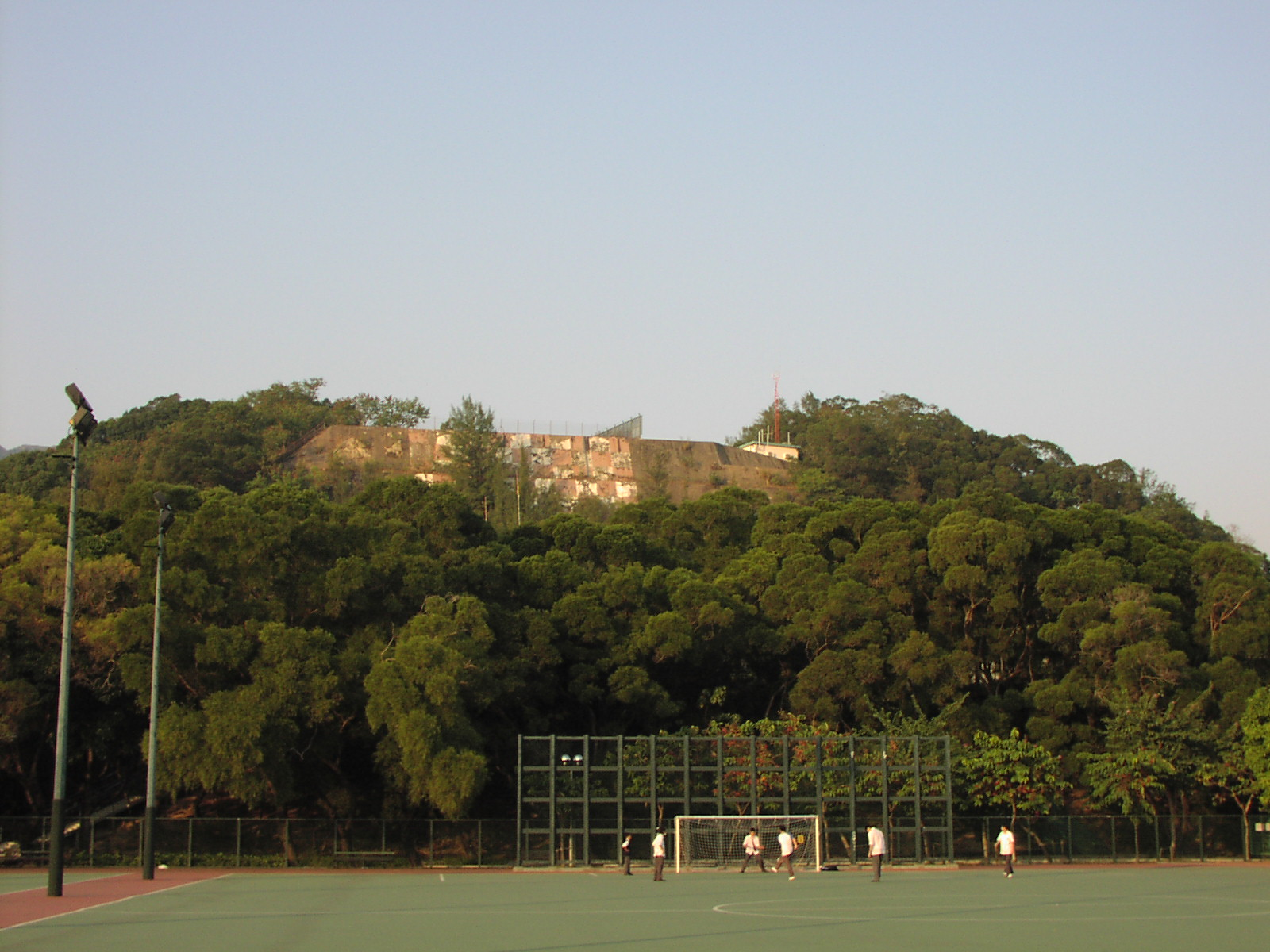
La colline baptisée Checkerboard Hill (en) en raison du damier s'y trouvant
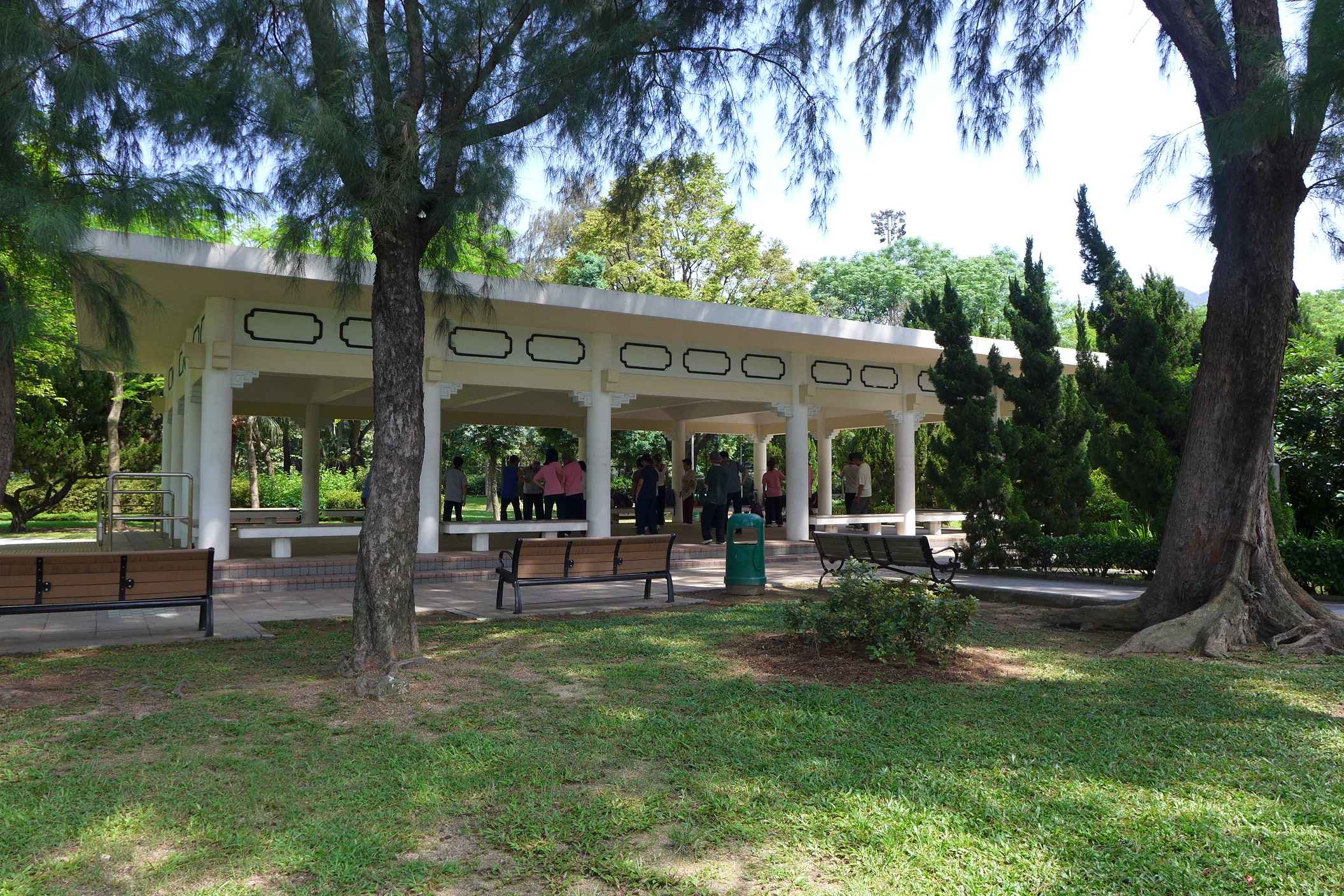
Belvédère de style années 1960
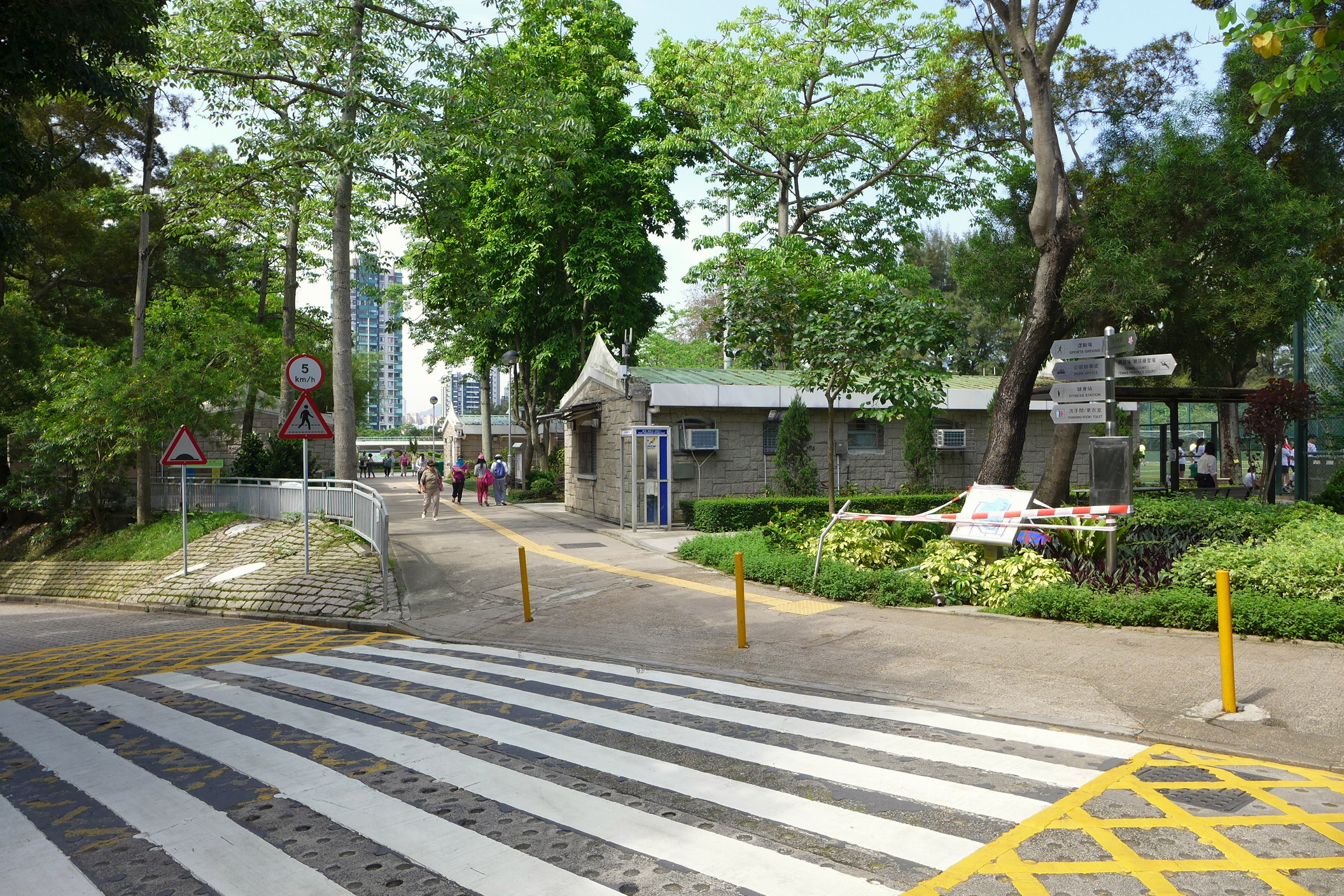
La bureau du parc